# ستراکنیتسه ۱۸۵۳۱
سیارک ۱۸۵۳۱ (به انگلیسی: 18531 Strakonice، نامگذاری:1996XM2) هجده هزار و پانصد و سی و یکمین سیارک کشف شده‌است که در ۴ دسامبر ۱۹۹۶ کشف شد.
قدر مطلق سیارک برابر ۱۶٫۲ است.